# 19230 Sugazi
19230 Sugazi è un asteroide della fascia principale. Scoperto nel 1993, presenta un'orbita caratterizzata da un semiasse maggiore pari a 2,1953746 UA e da un'eccentricità di 0,1281547, inclinata di 4,36962° rispetto all'eclittica.